# José Miguel Fraguela Gil
José Miguel Fraguela Gil (n. Las Palmas, 7 de diciembre de 1953) es un Maestro Internacional de ajedrez español desde el año 1977.

## Resultados destacados en competición
Fue campeón de España en el año 1975 superando al jugador Antonio Medina García y campeón de España juvenil en el año 1973.